# Менелик II
Ме́нелик II (амх. ዳግማዊ ምኒልክ, имя при рождении Сахле Мариам, 17 августа 1844 — 12 декабря 1913) — негус-негести (император, «царь царей») Эфиопии (Абиссинии) с 1889 года. Знаковая фигура эфиопской истории. С 1855 года правитель провинции Шоа. Основал на территории этой провинции новую столицу своей державы — Аддис-Абебу.
Эфиопская империя была преобразована при императоре Менелике: при содействии ключевых министерских советников был начат процесс модернизации. Менелик возглавлял эфиопские войска против итальянских захватчиков в Первой итало-эфиопской войне; после решающей победы при Адуа признание независимости Эфиопии иностранными державами было выражено в виде дипломатического представительства при его дворе и определения границ Эфиопии с соседними королевствами. Менелик расширил свои владения в основном на юг и восток, в Оромо, Каффу, Сидамо, Волайте и другие королевства или народы.
Позже в период своего правления Менелик сформировал первый кабинет министров для помощи в управлении империей, назначив доверенных и широко уважаемых дворян и вассалов в первые министерства. Эти министры оставались на своих постах ещё долго после его смерти, занимая свои посты в течение короткого правления Лиджи Иясу (которого они помогли свергнуть) и в царствование императрицы Заудиту.

## Цитаты
«...каждый должен упорно трудиться, чтобы учиться и тренироваться». — В 1888 году была принята прокламация об образовании.
«Если у вас одно сердце, вы не отдадите Эфиопию и нашу страну другому иностранцу, если только вы не начнете сражаться друг с другом из зависти; Ничего плохого с нашей страной не произойдет. Защити свою страну своей силой, чтобы ветер не проник в тебя; Брат мой, брат мой, помогите друг другу. Пригласите врага Эфиопии и дайте отпор. Если враг Эфиопии покинет отряд, перейдет на сторону отряда и оттеснит отряд; Не молчите, говоря: „Что со мной?“ Рассчитывайте на той стороне, откуда пришел враг, идите и объединяйтесь, и не молчите, пока ответ врагу не придет в ваш дом.» — Император Менелик II. 1 мая 1891 г.

## Ранний возраст
Император Менелик II от своего отца, короля Хайле Мелкота Сахле Селассие и его предположительной матери служанки Энгаеху Лема Адьям 17 августа 1844 года. Он родился в городе Анголела, провинция Шоа. Но перед этим он бросил её и не узнал о рождения своего ребёнка. Он был крещён в церкви в Анголела Магдала. Мальчик занимал уважаемое положение в королевском доме и получил традиционное церковное образование. Менелик воспитывался своей матерью, пока ему не исполнилось семь лет. Когда умер его дед, король Сахле Селасе, трон унаследовал отец Менелика, король Хайле Мелькот Сахле Селасе.
Император Теодрос II аннексировал Тыграй и Уолон в 1856 году. Абето Менелику было ещё двенадцать лет. В 1855 году император Эфиопии Теодрос II вторгся в тогдашнее полунезависимое королевство Шоа. Они привели сильную армию и вошли в Шоа, чтобы подчинить короля Сева Хайле Малакота, который вскоре умер от болезни, пока два лидера ждали битвы. В это время вельможи Шоа бежали с младенцем Менеликом, чтобы он не попал в руки врага. Однако, поскольку они знали, что за ними следует император Теодрос, 5 августа 1856 года армия Ладжа Менелика и армия императора Теодроса встретились с благословением армии. Менелик, сын, вступил за Теодора. Тем не менее, Теводрос хорошо относился к молодому принцу, даже предложил ему жениться на своей дочери Альташ Теводрос, что Менелик принял.

## Плен и гонения
Император Теодрос II опасался, что многие дворяне Шоа не подчиняются ему, поэтому заключили Менелика в цепи. Но когда император услышал, что Менелик плачет, потому что он связан, он опечалился и велел развязать цепи. В начале 1848 года они вошли в Магдалу, после чего Менелик содержался под домашним арестом. В январе 1863 года они женились на госпоже Альташе, дочери императора Теодроса. В таком положении они прожили при дворе императора Феодора десять лет, пока им не исполнилось 22 года.
После заключения Менелика в тюрьму его дядя, Хайле Микаэль, был назначен Шумом Шоа императором Теодросом II с титулом Мэрыд азмач. Однако Меридазмах Хайле Микаэль восстал против Теводроса, в результате чего его заменил некоролевский Ато Безабех в роли Шума. Ато Безабех, в свою очередь, восстал против императора и провозгласил себя негусом Шоа. Хотя члены королевской семьи Шоа, заключенные в тюрьму в Магдале, были в значительной степени самодовольны до тех пор, пока член их семьи правил Севой, эта узурпация власти народу была для них неприемлема. Они спланировали побег Менелика из Магдалы; с помощью Мохаммеда Али и королевы Воркит из Уолло, он бежал из Магдалы ночью 1 июля 1865 года, бросив свою жену, вернулся в Шоа. Разгневанный император Теводрос убил 29 заложников из племени оромо, а затем приказал забить до смерти бамбуковыми прутьями 12 знатных амхарцев.

## Биография
Отпрыск древней Соломоновой династии, Сахле Мариам родился в семье владетеля Шоа, Хайле Мелекота, и его супруги, принцессы Ийгайеху. По смерти отца в 1855 году формально унаследовал шоанский престол.
Как раз в это время император Теодрос II вёл успешную завоевательную войну против державы Шоа; он взял Сахле Мариам в плен и заточил в горном замке Магдала. В 1864 году Теодрос II женил знатного пленника на своей дочери Атлаш-Теодрос, однако через год зятю удалось бежать в родное Шоа.
Сахле Мариам пришёл к власти над Эфиопией в 1889 году, после гибели императора Йоханныса IV в битве под Галабатой с суданскими махдистами. При поддержке итальянцев, которые рассчитывали установить протекторат над Эфиопией, Сахле одержал верх над наследником предыдущего императора — наместником Тигре (Тыграй) Йоханнысом Мэнгэшей. В обоснование своих претензий на престол он ссылался на то обстоятельство, что его отец происходил от израильско-иудейского царя Соломона по мужской линии, а Йоханныс всего лишь по женской (см. Соломонова династия). Менелик решил перенести столицу государства и построил для этого город Аддис-Алем, однако в итоге в 1900 году перенёс столицу в Аддис-Абебу. Именно Аддис-Абеба стала политическим центром в процессе объединения страны под властью императора Менелика; Аддис-Алем стал местом его летнего отдыха.
При коронации (9 марта 1889 г.) Сахле Мариам лишний раз подчеркнул своё происхождение, взяв себе тронное имя «Менелик II». Согласно эфиопским преданиям Менеликом I звался сын царя Соломона и аксумской царицы Балкис, более известной как царица Савская.
После коронаций новый негус заключил с поддержавшей его Италией союзный Уччальский договор и дополнительную конвенцию о займе в 4 миллионов лир на покупку оружия. Италия, используя неоднозначную трактовку статьи 17 договора, пыталась установить протекторат над Эфиопией; однако Менелик II отверг претензии итальянцев, продолжив независимую политику, начатую Теодросом II, погибшим, но не сдавшимся англичанам во время англо-эфиопской войны 1867—1868. Негус-негести внёс большой вклад в объединение, усмирив поддержанного итальянцами своего старого соперника раса Мэнгэшу, а также территориальную экспансию и экономическое развитие Эфиопии, а также в противоборство европейским захватчикам. В 1896 году победа при Адуа увенчало войну с итальянскими колониалистами.
Начиная с 1893 года Менелик II установил тесные контакты с Российской империей. Российскими посланцами в налаживании отношений были В. Ф. Машков и Н. С. Леонтьев. Россия оказала значительную помощь в становлении и некоторой модернизации Эфиопского государства. В то время Эфиопию посетили тысячи российских добровольцев, в том числе военный советник А. К. Булатович и поэт Н. С. Гумилёв.
Контакты с Россией пришлись на самые плодотворные последние двадцать лет жизни Менелика, ознаменованные триумфальной победой при Адуа и объединением земель Эфиопии. Воспоминания о просветительской деятельности Менелика оставил Л. К. Артамонов.
Менелик установил дипломатические отношения с Францией, с которой в 1897 году подписал торговый договор. Ещё ранее, в 1894 году, заключил с французами концессию на постройку железной дороги Аддис-Абеба — Джибути.
В 1898 году в Эфиопию была направлена российская чрезвычайная миссия во главе с П. М. Власовым, установившая дипломатические отношения с независимым африканским государством.
В 1903 году императора поразил апоплексический удар. Менелик тяжело заболел и фактически отошёл от управления государством, однако  от его имени было сформировано первое эфиопское правительство 1907 года, включавшее девять министров. Периодически появлялись слухи о его смерти, провоцируя борьбу за власть. В народной абиссинской песне, записанной Гумилёвым, говорится:

Смерти не миновать; был император Аба-Данья, но у леопарда болят глаза, он не выходит из своего логовища!
Лошадь Аба-Даньи не стала бы трусливой: трусливая лошадь тени боится, начиная от слона и кончая жирафом.

Кому завещал он свой щит? Пока ещё он продолжает грозить, но люди держат его лишь по привычке!

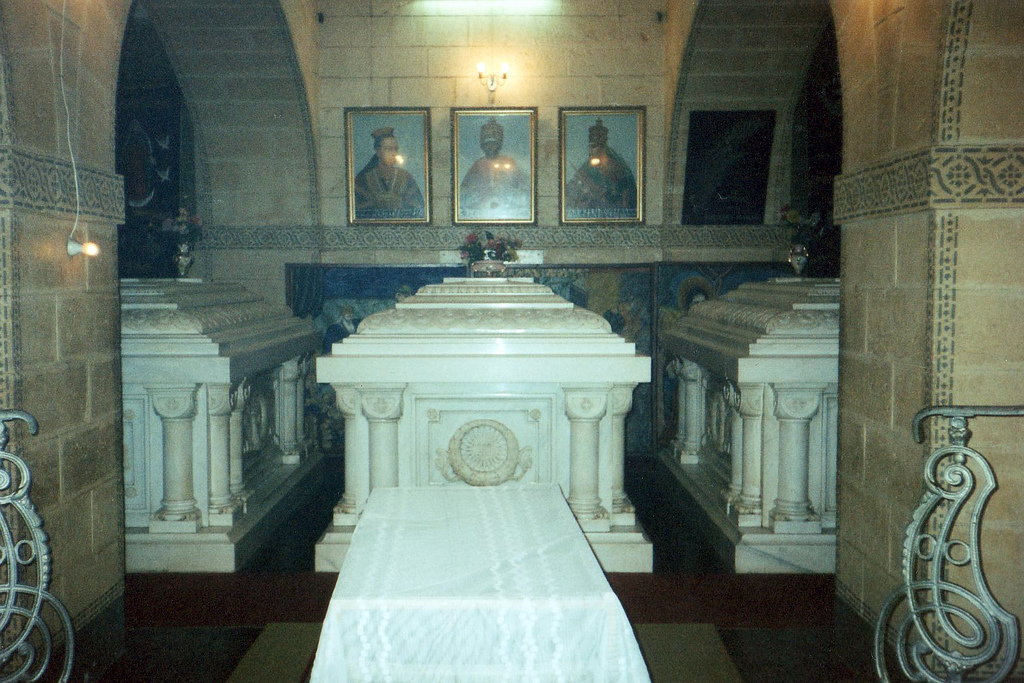
Мавзолей Менелика II в Аддис-Абебе

Предполагается, что смерть настигла Менелика 12-13 декабря 1913 года. Официально о его кончине так и не было объявлено. Ничего тогда не было известно ни о церемонии его похорон, ни о месте захоронения. По мнению его окружения, чем дольше в народе будет жить надежда на существовании в живых Менелика, символа мира и порядка в стране, тем меньше будет беспорядков. Тем не менее, Менелик оставил после себя Эфиопию как единственное в Африке независимое государство (не считая Либерии). В 1924 году в память об его заслугах был учреждён орден Менелика II.